# Berezivka, Radehiv
Berezivka (în ucraineană Березівка) este localitatea de reședință a comunei Berezivka din raionul Radehiv, regiunea Liov, Ucraina.

## Demografie
Componența lingvistică a localității Berezivka
     Ucraineană (99,57%)
     Alte limbi (0,43%)
Conform recensământului din 2001, majoritatea populației localității Berezivka era vorbitoare de ucraineană (99,57%), existând în minoritate și vorbitori de alte limbi.